# Emil Vilhelm Rolsted
Emil Vilhelm Rolsted, född 6 maj 1848 i Ry, död 21 mars 1928 i Köpenhamn, var en dansk sinnesslölärare.
Rolsted dimitterades från Jonstrup seminarium 1867 och var en tid andrelärare i Ry, genomgick Ditlev Gothard Monrads kurs och blev 1875 lärare vid Opfostringshuset i Köpenhamn. År 1883 utnämndes han till föreståndare för Köpenhamns kommuns internat för pojkar, på vilken post han förblev till 1887, då han anställdes som ledare för sinnesslöanstalten Gamle Bakkehus, där han verkade till 1915. Han genomförde där bland annat en tredelning av de för denna anstalt bestämda barnen i försöks-, arbets- och lässkola, medan de för undervisning och uppfostran oemottagliga individerna avskildes och placerades annorstädes. Han var medlem av de själländska sinnesslöanstalternas styrelse 1915–1922.